# Лутсхарел Гертрејда
Лутсхарел Гертрејда (хол. Lutsharel Geertruida) је холандски професионални фудбалер који игра на позицији одбрамбеног играча у холандској Ередивизијиза  клубу Фајенорд и репрезентацију Холандије.

## Играчка каријера

### Клубови
Гертрејда је рођен у Ротердаму, у близини фудбалског стадиона Фејенорда Де Кујп.  Фудбалску каријеру је започео у Овермас Ротердаму, пре него што је са седам година прешао у Спартан '20. Две године касније, придружио се омладинској академији Спарте из Ротердама, где је играо три године пре него што је потписао уговор за Фејенордову омладинску поставу у Спорткомплексу Варкенорд.
Гертрејда је за свој професионални први тим дебитовао 25. октобра 2017. године у другом колу КНВБ купа против АВВ Свифта, ушао је као замена у 77. минуту за Џерија Сент Џаста.
Током сезоне 2018–19, Гертрејда је константно био део првог тима у Фејенорду, али је имао ограничено време за игру, одигравши само две утакмице, ушавши као замена, у Ередивизији. У Ередивизији је дебитовао 23. децембра 2018. против АДО Ден Хага, заменивши легенду клуба Робина ван Персија у 79. минуту. Такође је дебитовао у европском такмичењу 9. августа 2018, у квалификационој утакмици за УЕФА Лигу Европе која је завршена поразом од 4-0 од АС Тренчина.
Током сезоне 2019–20, Гертрејда је провео више времена на терену, често је долазио као замена за редовног стартера Рика Карсдорпа. Његов први старт у Ередивизији одиграо се 26. септембра 2019. у мечу против АЗ, који је завршио поразом Фејенорда резултатом 3-0.
Свој први гол у професионалном фудбалу постигао је 27. септембра 2020, постигавши први гол Фејенорда у победи од 4–2 против АДО Ден Хага. У августу 2021. Гертрејда је продужио уговор са Фејенордом до 2024. године. Дана 25. маја 2022. играо је у финалу УЕФА конференцијске лиге које је Фејенорд изгубио од Роме са 1:0. У сезони 2022–23, био је саставни део тима који је освојио титулу у Ередивизији.

### Репрезентација
Рођен у Холандији, Гертрејда има порекло са Курасаоа. Играо је за младе репрезентације Холандије. Гертрејда је 21. марта 2021. године позван у фудбалску репрезентацију Холандије за играче млађе од 21 године за УЕФА Европско првенство до 21 године 2021, како би заменио болесног Јуриена Тимбера.
Био је позван у прелиминарни тим да игра за репрезентацију Курасао за Златни куп Конкакафа 2021. године.
Гертрејда је 17. марта 2023. примио свој први позив у сениорску репрезентацију Холандије за квалификационе утакмице за Европско првенство 2024. против Француске и Гибралтара. Он је дебитовао недељу дана касније, као стартер у поразу од Француске са 4-0.
У јуну 2023, Гертрејда је био део холандског тима за финале УЕФА Лиге нација 2023, где је одиграо цео меч против Хрватске у полуфиналу и првих 45 минута против Италије у плеј-офу за треће место.
У мају 2024. године објављено је да је Гертрејда био део прелиминарног тима за УЕФА Еуро 2024. Две недеље касније, потврђено је да ће бити укључен у коначну екипу. На турниру је дебитовао 21. јуна 2024. године, ушавши као замена у ремију 0–0 против Француске.